# Giovanni Abbatelli Chiaramonte
Giovanni Abbatelli Chiaramonte, barone di Cefalà (fine del XIV secolo – 1459), è stato un nobile, politico e mercante italiano del XV secolo.

## Biografia
Nacque presumibilmente alla fine del XIV secolo, da Giovanni, I barone di Cefalà, e dalla di lui consorte Eleonora Chiaramonte Ventimiglia dei Conti di Modica, di cui era il figlio secondogenito. Intraprese l'attività di mercante come il padre, ed anche di banchiere, attività quest'ultima che lo vide in affari in particolare con i de' Medici di Firenze e con la Repubblica di Venezia (di cui era console in Sicilia), nonché con le Fiandre, con Aigues Mortes e con Londra.
Ambasciatore del Regno di Sicilia presso il Re della Corona d'Aragona nel 1431, fu nominato maestro secreto del Regno con uno stipendio annuo di 200 onze nel 1440, poi aumentato a 300. Regio consigliere del re Alfonso V d'Aragona assieme al fratello maggiore Federico, nel 1443 ebbe la nomina a Gran camerlengo, e nel 1444 ebbe affidata dal Sovrano la giurisdizione criminale e civile sugli Ebrei di Sicilia. Fu deputato, presidente e capitano generale del Regno di Sicilia nel 1449-52, e procuratore del Re Alfonso per affari importantissimi dell'isola.
Nel 1453, succedette al padre nel possesso della baronia di Cefalà, per investitura ottenuta il 27 giugno di quell'anno. Morto nel 1459, essendogli premorti i due figli maschi, nel titolo di Barone di Cefalà gli succedette il fratello minore Manfredi.

### Matrimoni e discendenza
Giovanni Abbatelli Chiaramonte, II barone di Cefalà, sposò in prime nozze la nobildonna figlia di Ubertinello, da cui ebbe i seguenti figli:
- Pietro Antonio, morto celibe;
- Isabella, che fu moglie di Gilberto Valguarnera, signore di Godrano;
- Ubertinello, morto celibe;
- Agata, che fu moglie di Luciano Ventimiglia, signore di Castronovo.[6][7]

Dalla seconda unione con la nobildonna Eulalia La Grua Ventimiglia, figlia di Gilberto, barone di Carini, ebbe un solo figlio:
- Francesco († 1526), che sposò in prime nozze la dama spagnola Eleonora Solera, ed in seconde nozze la nobildonna Maria Tocco, figlia di Leonardo, conte di Cefalonia, ed ambedue le unioni non gli diedero discendenti.[8][9]